# محوطه خورته سر
محوطه خورته سر مربوط به دوران‌های تاریخی پس از اسلام است و در شهرستان رودسر، بخش رحیم آباد، روستای آغوزبن واقع شده و این اثر در تاریخ ۲۷ بهمن ۱۳۸۲ با شمارهٔ ثبت ۱۰۹۸۹ به‌عنوان یکی از آثار ملی ایران به ثبت رسیده‌است.